# トータルウォー:三国
『トータルウォー：三国』（トータルウォー さんごく、TOTAL WAR：THREE KINGDOMS）は、The Creative Assembly社が開発しセガから発売されたリアルタイムストラテジーゲームであり、トータルウォーシリーズの13作目にあたる。
同作は、日本語には対応していないものの、日本からでも購入可能である。
本作は戦役モードと戦闘モードに分かれており、戦役モードでは反董卓連合軍（以下：連軍）、太守、匪徒（盗賊団）のうちの一勢力を選択し、さらにそこから任意の武将を選択する。使用する武将によっても難易度が分かれており、例えば連軍の場合、曹操が最も低い難易度にある一方、袁術が最も難しい難易度が割り当てられ、残りの武将はすべてその中間の難易度に設定されている。
また、使用する武将の中には原典となる『三国志』には登場しない者もおり、たとえば匪徒に所属する盗賊女王・鄭姜は、『三国志』「方技伝」で取り上げられた女盗賊である鄭と姜の二人がモデルであるとされている。
ゲームのオプションとして、武将の強さを誇張させた「演義様式」と、そうでない「史実様式」を選択することができる。
本編とは別に、黄巾賊（の残党）を使えるDLCがある。

## 評価
GameSparkの渡辺仙州は、トータルウォーシリーズを知らなくても、三国志を知っていれば武将の強さを理解しやすいと述べている。